# Герреро, Вики
Ви́ки Линн Бенсон (англ. Vickie Lynn Benson, урождённая Лара (англ. Lara), ранее Герре́ро (англ. Guerrero); род. 16 апреля 1968, Эль-Пасо, Техас) — американский менеджер в рестлинге. В последнее время выступала в All Elite Wrestling.
Во время работы в WWE исполняла как руководящие должности компании, так и участвовала в различных сюжетных линиях, как объект интереса мужчин-рестлеров, так и как рестлер в женском дивизионе. Была генеральным менеджером бренда Smackdown. Однако большую часть карьеры исполняла роль менеджера. 23 июня 2014 года была уволена из компании, проиграв Стефани Макмэн.
Вдова члена Зала славы WWE — Эдди Герреро.

## Личная жизнь
24 апреля 1990 года Викки вышла замуж за Эдди Герреро. В браке у пары родилось две дочери: Шоль Мари (род. 14 октября 1990) и Шерилин Амбер (род. 8 июля 1995). Герреро поддерживает дружеские отношения с Таминой Снукой и Крисом Джерико.
18 июня 2015 года Вики через свои аккаунты в Facebook и Twitter объявила о помолвке c Крисом Бенсоном. 12 сентября того же года пара поженилась.

## В рестлинге
- Завершающие приёмы
  - Cougar Splash / Hog Splash (Frog splash)[6]
- Музыкальные темы
  - «I Lie, I Cheat, I Steal» от Los Guerreros (2005—2009) (WWE)
  - «Excuse Me» (2009—2014) (WWE)
- Прозвища
  - «Пума» (англ. The Cougar)

## Титулы и достижения
- World Wrestling Entertainment
  - Слэмми в номинации «Пара года» (2008) — с Эджем
  - Мисс WrestleMania (1 раз)
- Wrestling Observer Newsletter
  - Лучший не-рестлер (2009, 2010)[7]